# Складаний ніж

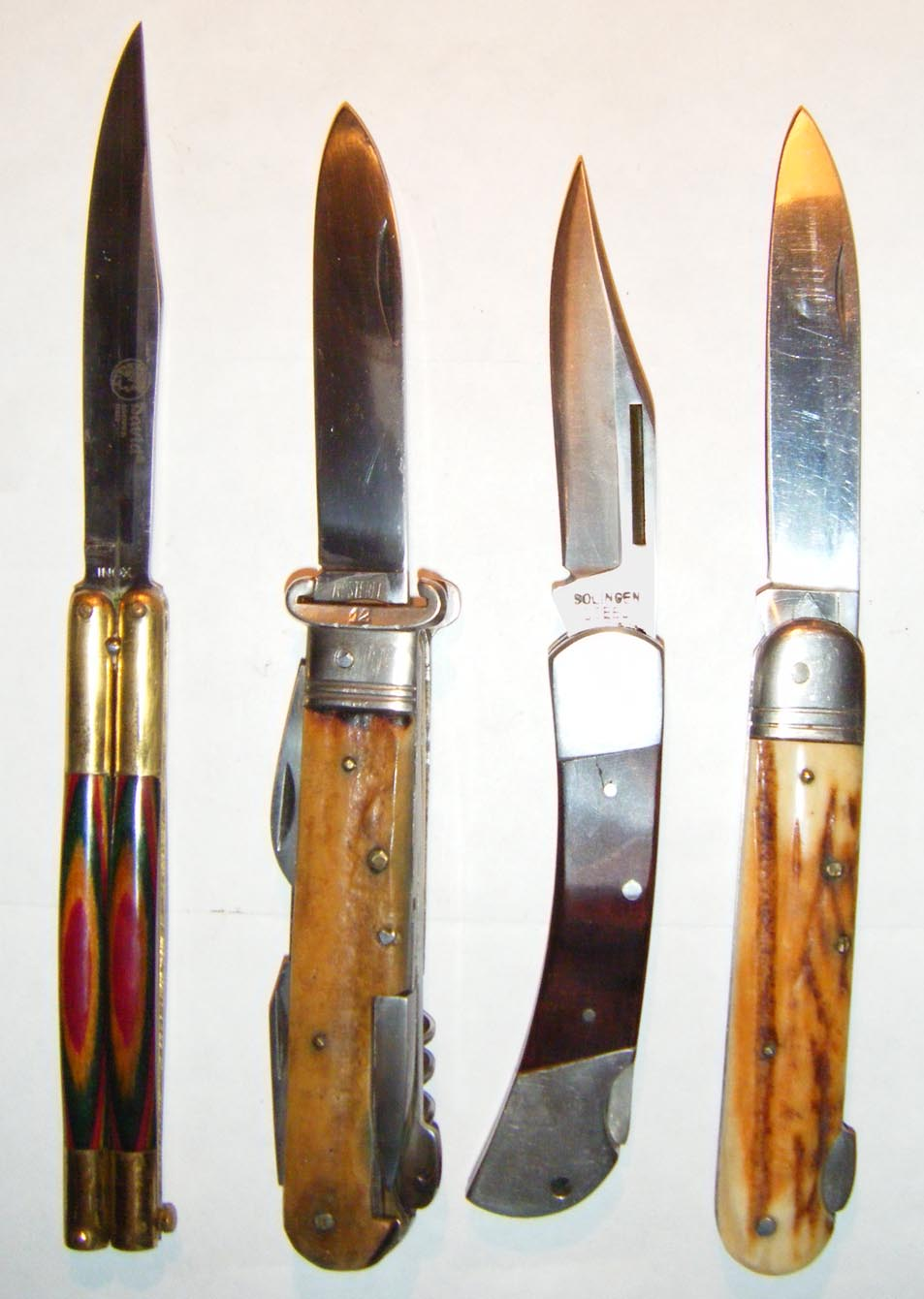
Складані ножі

Склада́ний ніж (діал. цизо́рик, від пол. scyzoryk; заст. укр. забига́ч, чепелик, бганий ніж) — різновид ножа, клинок якого ховається в руків'я. На сучасних складаних ножах часто є пристрої для відкривання однією рукою, наприклад, викрутка або штопор. Складані ножі зручні в міських умовах через малі розміри.
Поширене в західних регіонах України слово «цизорик» походить з пол. scyzoryk, де утворене від лат. scissor («той, що ріже, крає», «один з типів гладіатора», звідси також англ. scissors — «ножиці»).

## Типи замків
- Лінійний замок (англ. liner-lock) — для фіксування використовують плоскі пружини, що підтискають лезо. У модифікації «замок-рама» (frame-lock) вона є частиною руків'я.
- Беклок (англ. back-lock) — лезо фіксується важелем з боку тупія, з іншого боку важіль підтискується пружиною, розташованою в руків'ї.
- Штифтові замки (англ. axis-lock, arc-lock, plunge-lock) — в них лезо фіксується рухомим штифтом.
- Замок-муфта (англ. clasp-knife) — фіксація леза здійснюється поворотною муфтою з розрізом. Інша назва — «віроблок».

Також існує замок балісонг, який фіксує лезо ножа-метелика, замок рамкового типу, ультралок — різновид лінійного замка.